# 벤 데이비스 (촬영 감독)
벤 데이비스(Ben Davis, 1961년 ~ )는 잉글랜드의 촬영 감독이다. 매슈 본이 감독 · 제작한 많은 영화에 참여하고 있다. 《한니발 라이징》 (2007), 《킥 애스: 영웅의 탄생》 (2010), 《가디언즈 오브 갤럭시》 (2014), 《어벤져스: 에이지 오브 울트론》 (2015) 등의 작품으로 잘 알려져 있다.

## 경력
영상 기기 회사 새뮤얼슨 카메라 하우스에서 경력을 시작했다. 여러 광고와 장편 영화에 참여하였고, 빌리 윌리엄스, 더글러스 슬로컴, 로저 디킨스와 작업을 했다. 처음 촬영 감독을 맡은 작품은 2002년 영국 영화 《미란다》였다.